# Biografielijst Ar

## Ara
- Seiji Ara (1974), Japans autocoureur
- Vladimir Arabadzhiev (1984), Bulgaars autocoureur
- Michael Arad (1969), Israëlisch-Amerikaans architect
- Ron Arad (1958), Israëlisch militair
- Yael Arad (1967), Israëlisch judoka
- Suha Arafat-Tawil (1963), Palestijns-Frans echtgenote van Yasser Arafat
- Yasser Arafat (1929-2004), leider van de PLO (1969-2004) en president van de Palestijnse Autoriteit (1996-2004)
- Catharina van Aragon (1485-1536), koningin van Engeland (1509-1534)
- Louis Aragon (1897-1982), Frans schrijver en dichter
- Carlos Aragonés (1956), Boliviaans voetballer en voetbalcoach
- Luis Aragonés (1938-2014), Spaans voetballer en trainer
- Shizuka Arakawa (1981), Japans kunstrijdster
- Zlatko Arambašić (1969), Australisch-Kroatisch voetballer en voetbalcoach
- Javier Aramendia (1986), Spaans wielrenner
- Tomas Arana (1955), Amerikaans acteur
- Andoni Aranaga (1979), Spaans wielrenner
- Teoctist Arăpaşu (1915-2007), Roemeens patriarch
- Yukiya Arashiro (1984), Japans wielrenner
- Mário de Araújo Cabral (1934), Portugees autocoureur
- Marcelo Araúz (1934), Boliviaans cultuurpromotor
- Jorge Aravena (1958), Chileens voetballer en voetbalcoach
- Tom Araya (1961), Chileens-Amerikaans zanger en bassist
- Hicham Arazi (1973), Marokkaans tennisser

## Arb
- Álvaro Arbeloa (1983), Spaans voetballer
- Jacobo Arbenz Guzmán (1913–1971), Guatemalteeks president
- Claudio Arbiza (1967), Uruguayaans voetballer
- Aleksej Arboezov (1908-1986), Russisch toneelschrijver
- Tony Arbolino (2000), Italiaans motorcoureur
- Anders Arborelius (1949), Zweeds geestelijke en bisschop
- Roscoe "Fatty" Arbuckle (1887-1933), Amerikaans komiek
- Khaira Arby (1959-2018), Malinees zangeres

## Arc

Jeanne d'Arc

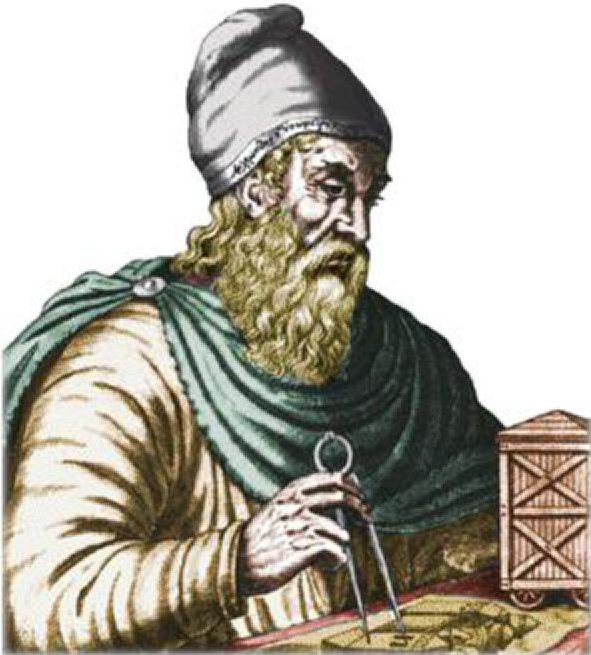
Archimedes

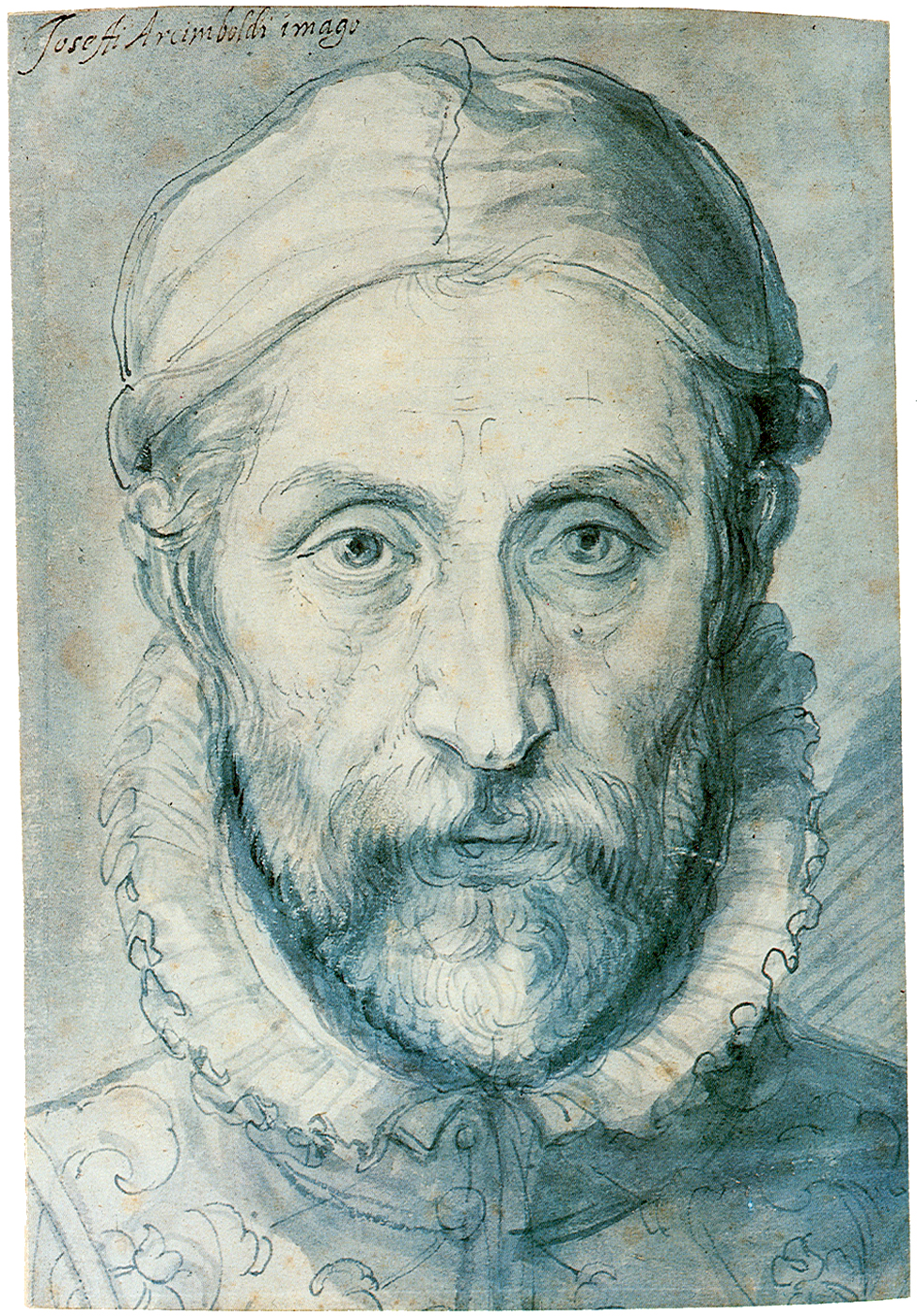
Giuseppe Arcimboldo

- Jeanne d'Arc (1412-1431), Frans oorlogsheldin
- Arcadius (377-408), keizer van Byzantium (395-408)
- Hannes Arch (1967-2016), Oostenrijks piloot
- Lee Archambault (1960), Amerikaans ruimtevaarder
- Johanne A. van Archem (1947), Nederlands schrijfster
- Jeffrey Archer (1940), Brits politicus, schrijver en oplichter
- Lee Archer (1919-2010), Amerikaans piloot vanaf de Tweede Wereldoorlog
- Dominique Archie (1987), Amerikaans basketballer
- Archimedes (287-212 v.Chr.), Grieks wis- en natuurkundige
- Benito Armando Archundia Tellez (1966), Mexicaans voetbalscheidsrechter
- Giuseppe Arcimboldo (1527-1593), Italiaans schilder
- Gustavo Arcos (1926-2006), Cubaans revolutionair, diplomaat en dissident

## Ard
- César Fernández Ardavín (1921-2012), Spaans regisseur en scenarioschrijver
- Davia Ardell (1975), Amerikaans pornoactrice
- Alice Arden (1914-2012), Amerikaans atlete
- Sharon Arden Osbourne (1952), Brits muziekpromotor
- Agnes van Ardenne (1950), Nederlands politica
- Juliette van Ardenne (1983), Nederlands actrice
- Manfred Baron von Ardenne (1907-1997), Duits natuurkundige
- Hennie Ardesch (1943-2019), Nederlands voetballer
- Mauricio Ardila (1979), Colombiaans wielrenner
- Bernard Ardura (1948), Frans geestelijke

## Are

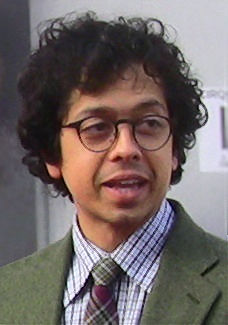
Geoffrey Arend (2011)

- Jenny Arean (1942), Nederlands cabaretière en actrice
- Abeba Aregawi (1990), Zweeds-Ethiopisch atlete
- Cayetano Arellano (1847-1920), Filipijns rechter
- Juan Arellano (1888-1960), Filipijns architect
- Ramón Eduardo Arellano Félix (1942-2002), Mexicaans drugsbaron
- Marie Arena (1966), Belgisch politicus
- Albert Arenas (1996), Spaans motorcoureur
- Gilbert Arenas (1982), Amerikaans basketballer
- Reinaldo Arenas (1943-1990), Cubaans schrijver
- Dieter Arend (1914-?), Duits roeier
- Geoffrey Arend (1978), Amerikaans acteur
- Sylvain Arend (1902-1992), Belgisch astronoom
- Willy Arend (1876-1964), Duits wielrenner
- Connor Arendell (1990), Amerikaans golfer
- Daniël Arends (1979), Nederlands stand-upcomedian
- Henri Arends (1921-1993), Nederlands dirigent
- Jan Arends (1925-1974), Nederlands schrijver en dichter
- Gisela Arendt (1918-1969), Duits zwemster
- Hannah Arendt (1906-1975), Joods-Duits-Amerikaans filosofe
- Joseph Arens (1952-2024), Belgisch politicus
- Anton Arenski (1861-1906), Russisch componist
- Rob Ares (1914-1972), Belgisch componist, dirigent, trompettist en muziekpedagoog; pseudoniem van André Waignein
- Gregory Areshian (1949-2020), Armeens-Amerikaans archeoloog
- Aretas I (ca.168 v.Chr.), koning der Nabateeërs
- Aretas II (120/110-96 v.Chr.), koning der Nabateeërs
- Aretas III (84-62 v.Chr.), koning der Nabateeërs
- Aretas IV (9 v.Chr.-40 n.Chr.), koning der Nabateeërs
- Bonifacio Arevalo (1850-1920), Filipijns beeldhouwer
- Juan José Arévalo (1905-1990), Guatemalteeks politicus
- Guido van Arezzo (991-1050), Italiaans grondlegger van de muzieknotatie

## Arf
- Gaetano Arfé (1925-2007), Italiaans politicus, historicus en journalist

## Arg

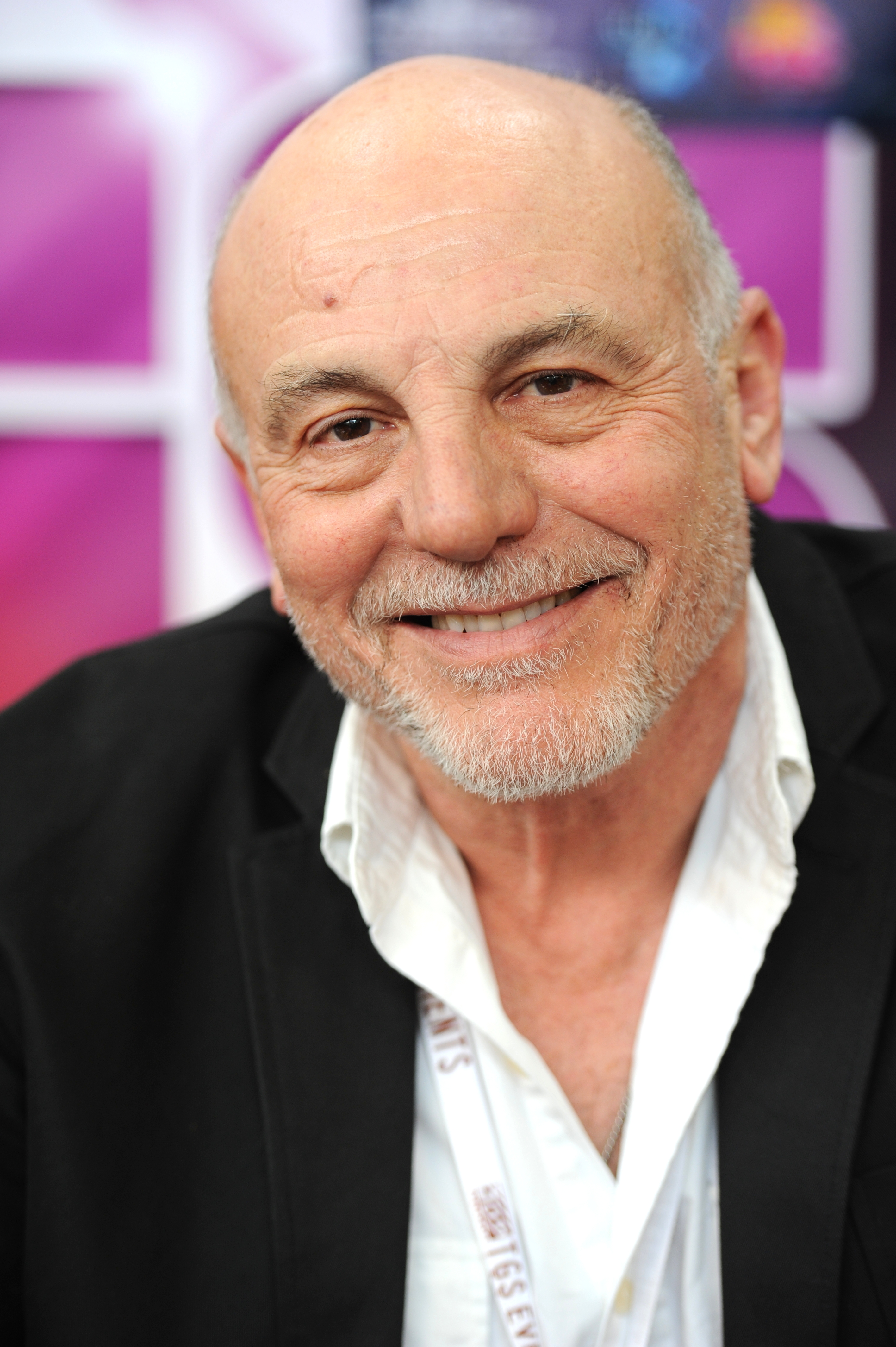
Carmen Argenziano (2012)

- Moreno Argentin (1960), Italiaans wielrenner
- Carmen Argenziano (1943), Amerikaans acteur
- Martha Argerich (1941), Argentijns pianiste
- Joahnys Argilagos (1997), Cubaans bokser
- Edwin Argo (1895-1962), Amerikaans ruiter
- Ashley Argota (1993), Amerikaans actrice en zangeres

## Ari
- Ari (1985), Braziliaans voetballer
- Moisés Arias (1994), Amerikaans acteur
- Yancey Arias (1971), Amerikaans acteur, filmregisseur, filmproducent en scenarioschrijver
- Khadija Arib (1960), Nederlands politica
- Saleh Aridi (ca.1958-2008), Druzisch-Libanees sjeik en politicus
- Alfons Ariëns (1860-1928), Nederlands priester
- Luigi Arienti (1937-2024), Italiaans wielrenner
- Abdel Rahman Arif (1916-2007), Iraaks premier en president
- Yuko Arimori (1966), Japans atlete
- Francis Arinze (1938), Nigeriaans kardinaal
- Mariano Arista Luna (1802-1855), president van Mexico (1851-1853) en militair
- Jean-Bertrand Aristide (1953), president van Haïti (2001-2004)
- Víctor Aristizábal (1971), Colombiaans voetballer
- Aristoteles (384-322 v.Chr.), Grieks filosoof
- Rutger Arisz (1970), Nederlands roeier
- Arius (ca.250-336), Egyptisch theoloog en stichter van het Arianisme
- Patricia Ariza (1948), Colombiaans dichteres en acteur

## Arj
- Jakob Arjouni (1964-2013), Duits schrijver

## Ark
- Gerrit van Arkel (1858-1918), Nederlands architect
- Karin van Arkel (1970), Nederlands sopraan
- Adam Arkin (1957), Amerikaans acteur en regisseur
- Alan Arkin (1934-2023), Amerikaans acteur
- Matthew Arkin (1960), Amerikaans acteur
- Paul Arku (1947-2011), Belgisch politicus

## Arl
- Marcel Arland (1899-1986), Frans schrijver en literatuurcriticus
- Gerry Arling (1961-2025), Nederlands muzikant
- George Arliss (1868-1946), Brits acteur
- Roberto Arlt (1900-1942), Argentijns schrijver

## Arm

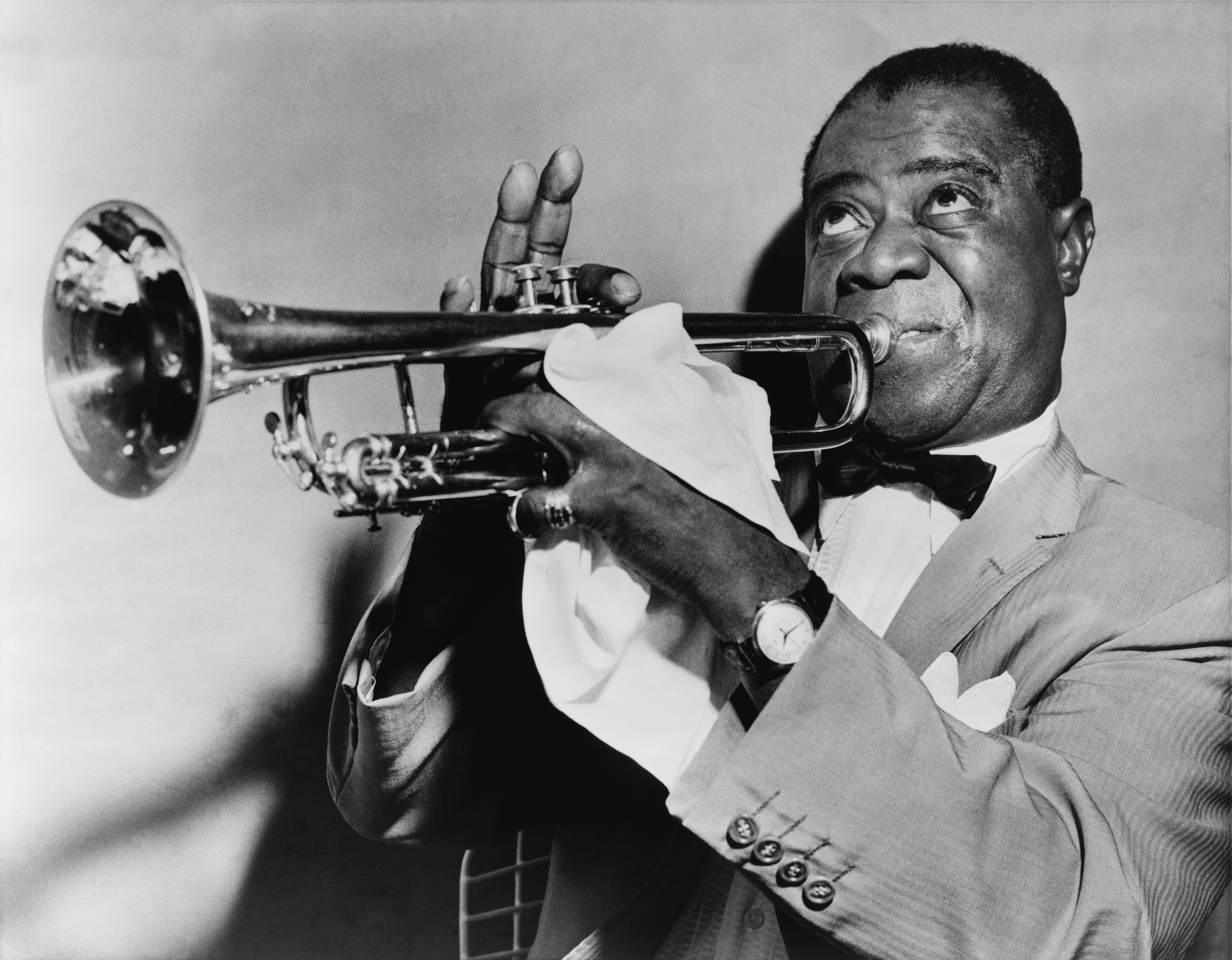
Louis Armstrong

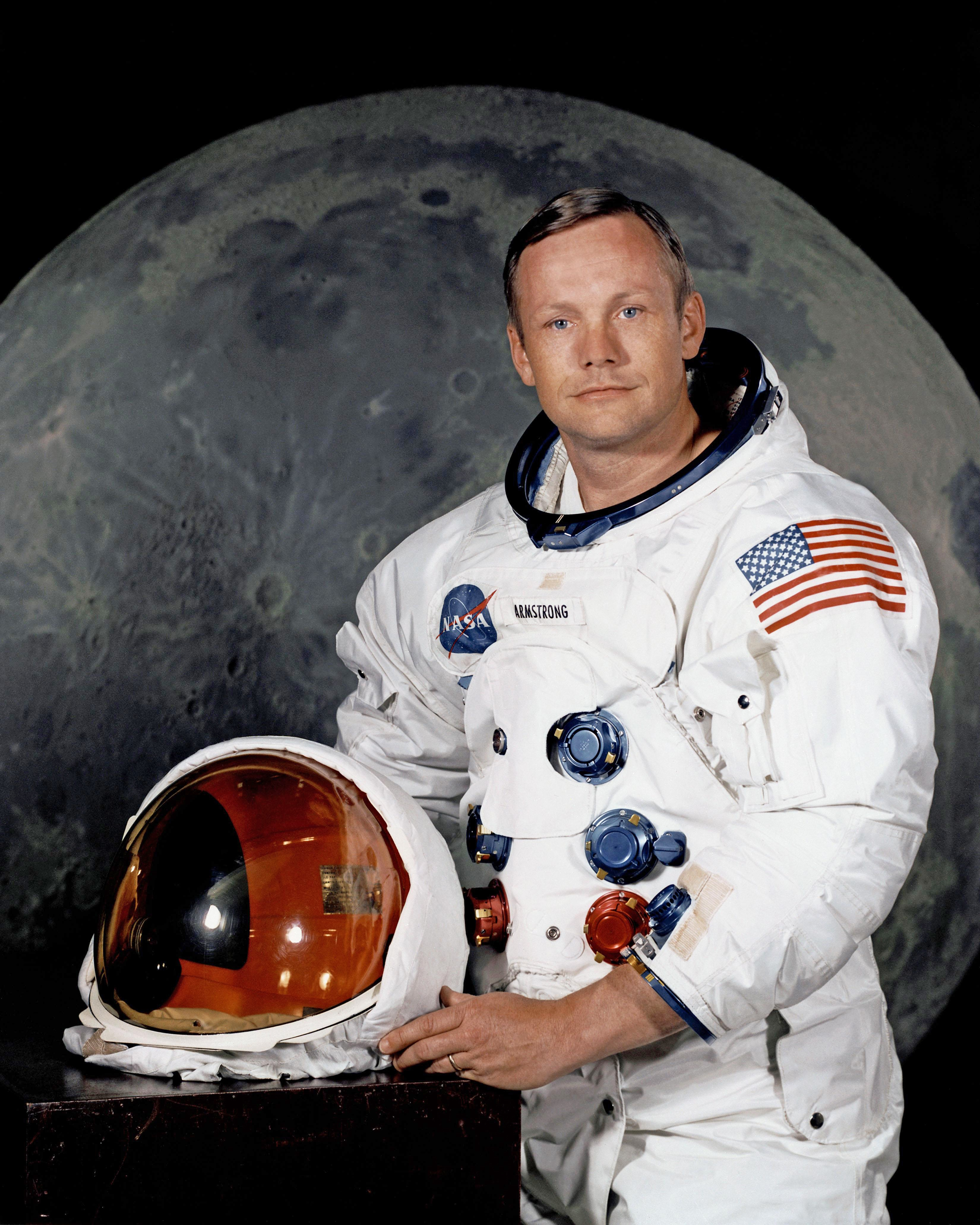
Neil Armstrong

- Ad Arma (1954), Nederlands kunstenaar
- Arman (1928-2005), Frans-Amerikaanse kunstenaar
- Armand (1945-2015), Nederlands artiest
- Philo Paz Patric Armand (1996), Indonesisch autocoureur
- Armando (1929-2018), Nederlands beeldend kunstenaar, dichter, schrijver, violist, film-, televisie- en theatermaker
- Giorgio Armani (1934), Italiaans modeontwerper
- Thomas Armat (1866-1948), Amerikaans uitvinder en filmpionier
- Pietro Armati (1898-1976), Italiaans kunstschilder
- Sebastian Armesto (1982), Brits acteur
- Gustaf Armfelt (1757-1814), Zweeds graaf en diplomaat
- Arminius (+21), Germaans leider
- Jacobus Arminius (ca.1559-1609), Nederlands theoloog
- Richard Armitage (1945-2025), Amerikaans politicus
- Tommy Armour III (1959), Amerikaans golfer
- Anne Armstrong (1927-2008), Amerikaans diplomaat en politicus
- B.J. Armstrong (1967), Amerikaans basketballer
- Allen Jovonn Armstrong, Amerikaanse deephouseproducer
- Billie Joe Armstrong (1972), Amerikaans zanger en gitarist
- Duncan Armstrong (1968), Australisch zwemmer
- Dylan Armstrong (1981), Canadees atleet
- Hunter Armstrong (2001), Amerikaans zwemmer
- Jack Armstrong (1958), Amerikaans acteur
- Karen Armstrong (1944), Brits publiciste en theoloog
- Kristin Armstrong (1973), Amerikaans wielrenster
- Lance Armstrong (1971), Amerikaans wielrenner
- Louis Armstrong (1901-1971), Amerikaans jazzmusicus
- Marcus Armstrong (2000), Nieuw-Zeelands autocoureur
- Neil Armstrong (1930-2012), Amerikaans astronaut
- Sarah Armstrong, Australisch journaliste en romanschrijfster
- Tate Armstrong (1955), Amerikaans basketballer
- Sidney Armus (1924-2002), Amerikaans acteur

## Arn
- Geike Arnaert (1979), Vlaams zangeres
- Daniel Arnamnart (1989), Australisch zwemmer
- Ingólfur Arnarson (?), Noors stamhoofd
- Marko Arnautović (1989), Oostenrijks voetballer
- Aram Arnavoudian (1883-1961), Armeens fotograaf
- Eva Arndt (1919-1993), Deens zwemster
- Johann Arndt (1555-1621), Duits theoloog
- Thomas Arne (1710-1778), Brits componist
- Soraya Arnelas (1982), Spaans zangeres
- Frank Arnesen (1956), Deens voetballer
- Jay Arnette (1938), Amerikaans baskbetballer
- Alison Arngrim (1962), Amerikaans actrice
- Marga van Arnhem (1940-1997), Nederlands radio- en televisiepresentatrice
- Achim von Arnim (1781-1831), Duits schrijver
- Arno Hintjens (1949-2022), Belgisch zanger
- Arnobius, (253-?), kerkvader
- Arnold I van Laurenburg († vóór 1154), graaf van Laurenburg (1124–1148)
- Arnold II van Laurenburg († 1158/59), graaf van Laurenburg (1151–1158)
- Arnold van Brescia (+1155), Lombardijns kerkhervormer
- Benedict Arnold (1741-1801), Amerikaans militair
- Dominique Arnold (1973), Amerikaans atleet
- Eve Arnold, (1912-2012), Amerikaans persfotografe
- Karl Maximilian Arnold (1883-1953), Duits kunstschilder en karikaturist
- Malcolm Arnold (1921-2006), Engels componist en trompettist
- Monica Denise Arnold (1980), Amerikaans zangeres
- Richard Arnold (1963), Amerikaans ruimtevaarder
- Vladimir Arnold (1937-2010), Russisch wiskundige
- Charles Arnold-Baker (1918-2009), Engels pleiter en historicus
- Henri Arnoldus (1919-2002), Nederlands schrijver
- Françoise Arnoul (1931-2021), Frans actrice
- Paulo Evaristo Arns (1921-2016), Braziliaans kardinaal en aartsbisschop
- Zilda Arns (1934-2010), Braziliaans kinderarts
- Gerd Arntz (1900-1988), Duits-Nederlands grafisch ontwerper
- Marcel Arntz (1965), Nederlands wielrenner
- Peter Arntz (1953), Nederlands voetballer
- Arnulf I van Vlaanderen (889-965), graaf van Vlaanderen (918-964)
- Arnulf II van Vlaanderen (961-988), graaf van Vlaanderen
- Arnulf van Chocques (na 1050-1118), Latijns patriarch van Jeruzalem (1099, 1112-1118)

## Aro
- Sidney Arodin (1901-1948), Amerikaans jazzklarinettist en componist
- Bryce Aron (2003), Amerikaans autocoureur
- Pal Aron (1971), Engels acteur
- Paul Aron (2004), Estisch autocoureur
- Ralf Aron (1998), Estisch autocoureur
- Raymond Aron (1905-1983), Frans filosoof, journalist en socioloog
- Willem Arondeus (1894-1943), Nederlands kunstenaar
- Roekie Aronds (1929-2025), Nederlands danseres en actrice
- Levon Aronian (1982), Armeens schaker
- Darren Aronofsky (1969), Amerikaans filmregisseur en producer
- Judie Aronson (1964), Amerikaans actrice
- Maurits Aronson (1903-1989), Nederlands reclamemaker
- Marco Arop (1998), Canadees atleet
- Salamo Arouch (1923-2009), Grieks-Israëlisch bokser, ondernemer en Holocaustoverlevende

## Arp
- Jean Arp (1886-1966) Frans-Duits kunstschilder en beeldhouwer
- Osman Arpacıoğlu (1947-2021), Turks voetballer
- Ben Arps (1961), Nederlands taalkundige

## Arq
- David Arquette (1971), Amerikaans acteur
- Lewis Arquette (1935-2001), Amerikaans acteur, scenarioschrijver en filmproducent
- Patricia Arquette (1968), Amerikaans actrice

## Arr

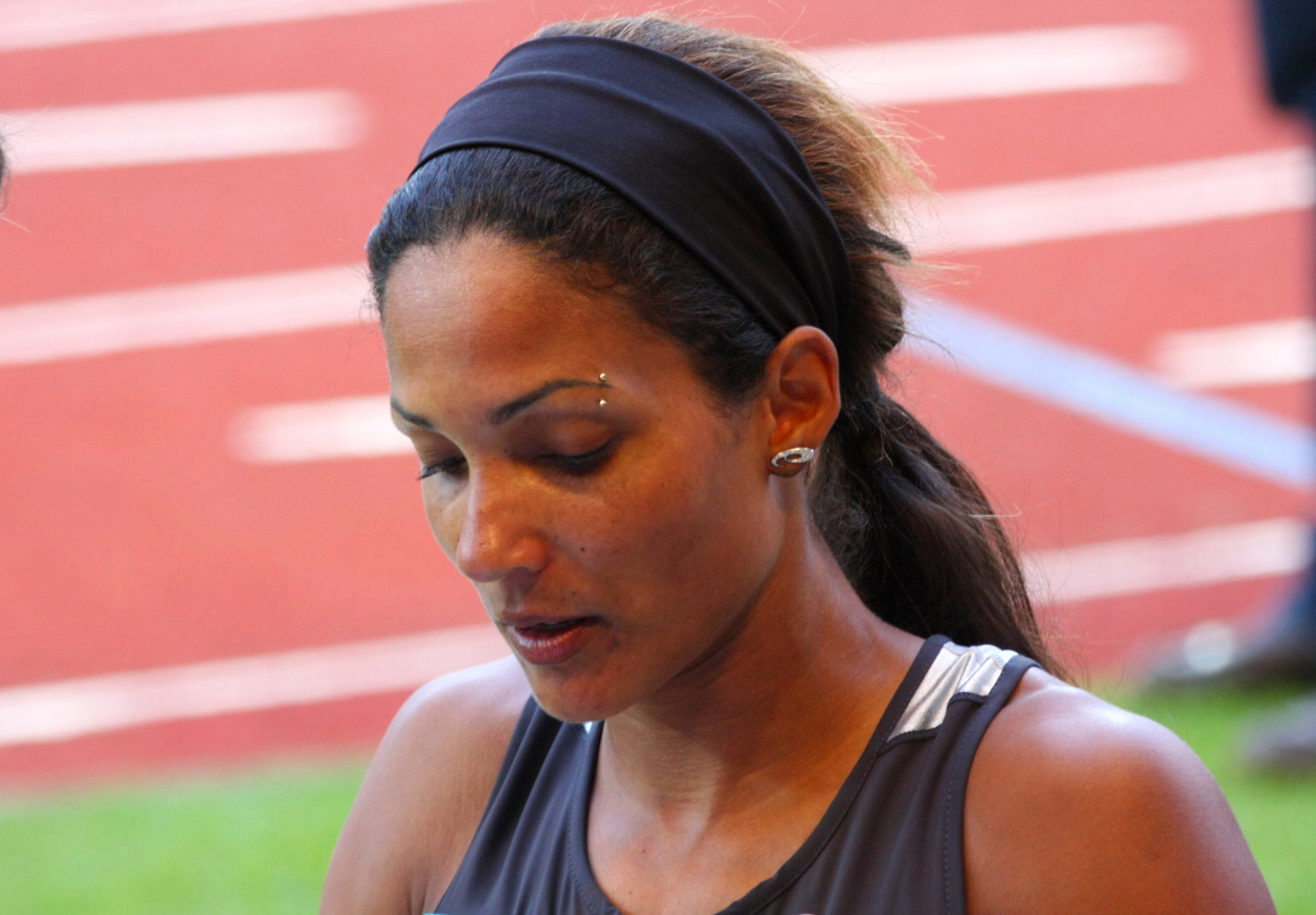
Christine Arron

- Pedro Arreitunandia (1974), Spaans wielrenner
- Álvaro de Arriba (1994), Spaans atleet
- Joe Arridy (1915-1939), Amerikaans onschuldige terdoodveroordeelde
- José Luis Arrieta (1971), Spaans wielrenner
- Asuncion Arriola-Perez (1895-1967), Filipijns sociaal werkster en schrijver
- Gorka Arrizabalaga (1974), Spaans wielrenner
- Christine Arron (1973), Frans atlete
- Henck Arron (1936-2000), Surinaams politicus
- Kenneth Arrow (1921-2017), Amerikaans econoom
- Andrés Arroyo (1995), Puerto Ricaans atleet
- Ángel Arroyo (1956), Spaans wielrenner
- David Arroyo (1980), Spaans wielrenner
- Iggy Arroyo (1950-2012), Filipijns politicus
- Joker Arroyo (1927), Filipijns advocaat en politicus
- Jose Miguel Arroyo (1946), Filipijns advocaat en echtgenoot van de Filipijnse president
- Miguel Arroyo Rosales (1966), Mexicaans wielrenner en politicus
- Pedro Arrupe (1907-1991), Spaans geestelijke

## Ars
- Samantha Arsenault (1981), Amerikaans zwemster
- Dino Arslanagic (1993), Belgisch voetballer
- Jacques-Arsène d'Arsonval (1851-1940), Frans dokter, natuurkundige en uitvinder

## Art

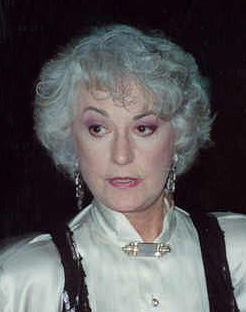
Beatrice Arthur

- Arnaud Art (1993), Belgisch atleet
- Can Artam (1981), Turks autocoureur
- Louis Artan (1837-1890), Nederlands kunstenaar
- Antonin Artaud (1896-1948), Frans toneelschrijver en -criticus, dichter, acteur en regisseur
- Valentina Artemjeva (1986), Russisch zwemster
- Mikel Artetxe (1976), Spaans wielrenner
- Filips van Artevelde (1340-1382), Belgisch staatsman
- Jacob van Artevelde (ca. 1290-1345), Belgisch staatsman
- Arthur (ca.600), Brits koning
- André Arthur (1943-2022), Canadees politicus en radiopresentator
- Beatrice (Bea) Arthur (1923-2009), Amerikaans actrice
- Chester Alan Arthur (1830-1886), Amerikaans president (1881-1885)
- Davey Arthur (1954), Iers folkmuzikant
- James Arthur (1988), Brits zanger en muzikant
- Jean Arthur (1900-1991), Amerikaans actrice
- Robert Arthur (1909-1969), Amerikaans schrijver
- Wayne Arthurs (1971), Australisch tennisser
- Xavier Artigas (2003), Spaans motorcoureur
- Reinier Artist (1935), Surinaams landbouwkundig ingenieur, antropoloog en auteur
- Désirée Artôt (1835-1907), Belgisch-Franse operazangeres
- Jesper Arts (1992), Nederlands atleet
- Richard Artschwager (1923-2013), Amerikaans beeldhouwer en schilder
- Andrija Artuković (1899-1988), Kroatisch fascistisch politicus
- Shlomo Artzi (1948), Israëlisch zanger, tekstdichter en componist
- Eleni Artymata (1986), Cypriotisch atlete

## Aru
- Rukmini Devi Arundale (1904-1986), Indiaas politica en theosofe
- Simon Arusei (1977), Keniaans atleet

## Arv
- Vassiliki Arvaniti (1985), Grieks beachvolleybalster
- Artsjil Arveladze (1973), Georgisch voetballer
- Revaz Arveladze (1969), Georgisch voetballer en voetbalcoach
- Sjota Arveladze (1973), Georgisch voetballer
- Kurt-Asle Arvesen (1975), Noors wielrenner
- Pär Arvidsson (1960), Zweeds zwemmer
- Sofia Arvidsson (1984), Zweeds tennisster

## Ary
- Ary Barroso (1903-1964), Braziliaans componist

## Arz
- Marina Arzamasova (1987), Wit-Russisch atlete
- Jelena Arzjakova (1989), Russisch atlete
- Armenak Arzrouni (1901-1963), Armeens fotograaf